# كوريا للطيران الرحلة 007

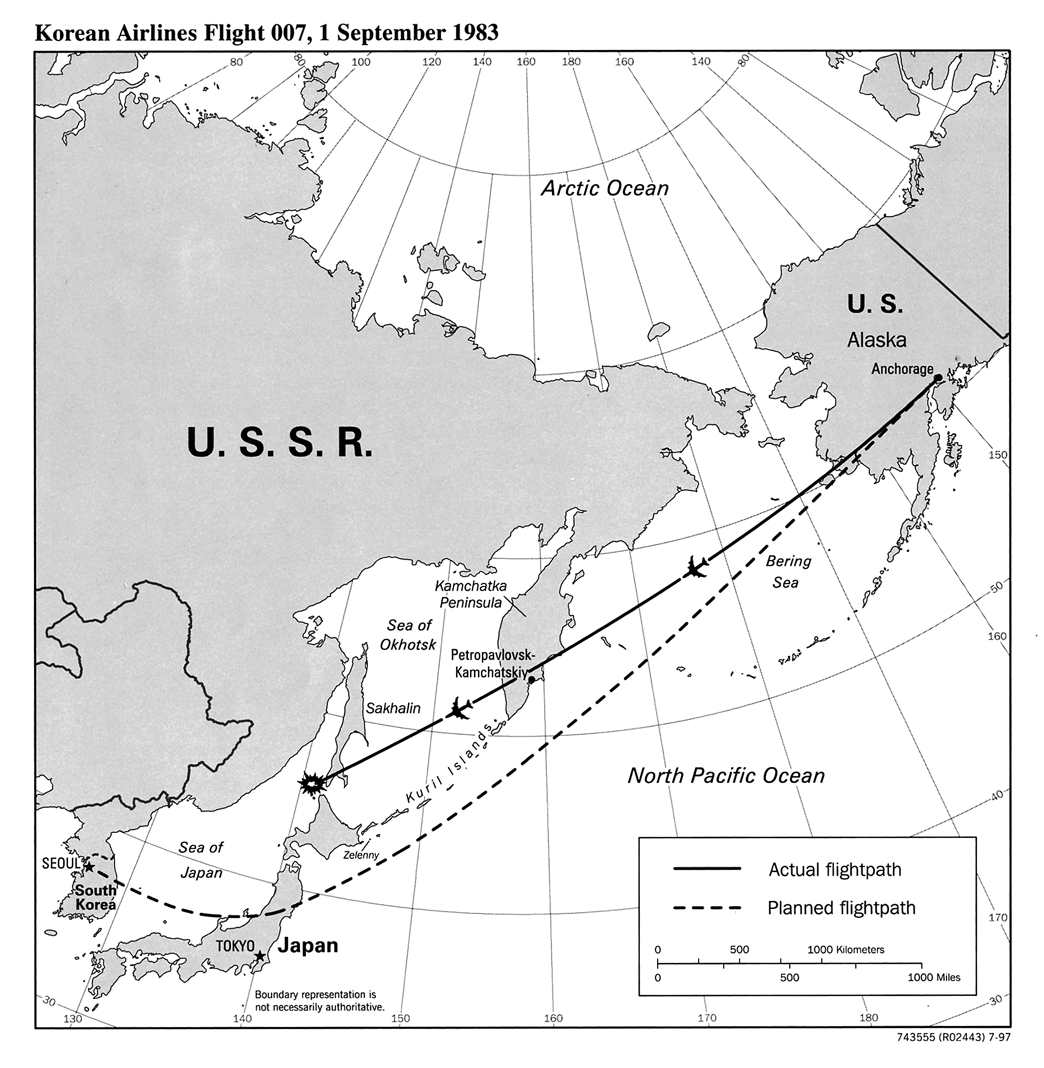
خريطة من سي آي آيه توضح مسار الطائرة والمكان الذي أسقطت فيه والمسار الذي كان مفترضا أن تسلكه.

الخطوط الجوية الكورية الرحلة 007 كانت رحلة اعتيادية لناقلة مدنية من طراز بوينغ 747 تابعة لشركة الخطوط الجوية الكورية من مطار جون إف كينيدي في مدينة نيويورك إلى مطار غيمبو الدولي في مدينة سيوول عبر مدينة أنكوريج جنوبي ألاسكا. أُسقطت بطائرة اعتراضية سوفيتية في 1 سبتمبر 1983 فوق بحر اليابان قرب جزيرة سخالين في منطقة جوية سوفيتية محظورة. حيث ضلت طريقها فوق المنطقة نتيجة خطأ ملاحي.
قُتل على اثرها جميع من كان على متنها من ركاب وطاقم وعددهم 269 شخصا من 16 جنسية. بينهم لورانس ماكدونالد (1985-1983) والذي كان وقتها نائبا في مجلس النواب الأمريكي.
في البداية أنكر الاتحاد السوفيتي علمه بالحادثة، لكن لاحقا اعترف بإسقاطه الطائرة زاعما بأنها كانت في مهمة تجسس، وقال البولتبيورو  بأنها «استفزاز متعمد من قبل الولايات المتحدة» لاختبار مدى استعداد الجيش السوفيتي أو حتى «احداث ذريعة حرب».
وقد اتهمت الولايات المتحدة الاتحاد السوفيتي بإعاقة جهود البحث والإنقاذ، علاوة على ذلك قام الجيش السوفيتي بإخفاء وطمس أدلة عن التحقيقات التي قامت بها المنظمة الدولية للطيران المدني ولاسيما سجلات بيانات الرحلة والذي أُفرج عنها في نهاية المطاف بعد سبع سنوات إثر تغيير لحكومة.
كانت تلك الحادثة إحدى أكثر حالات التوتر أثناء الحرب الباردة وتسببت في تصاعد الأصوات المضادة للشيوعية، وبالأخص في الولايات المتحدة. وفيما لم تحل كافة تفاصيل القضية وظهور عدة نظريات بديلة بشأن الحادث، فقد أظهرت محاضر ومسجل بيانات الرحلة التي سمح الاتحاد الروسي بصدورها بعد التفاصيل حول الحادثة.
ونتيجة للحادثة قامت الولايات المتحدة بتعديل كافة مسارات الترانزيث المارة عبر ألاسكا، فيما تم تطوير الطيار الآلي المستخدم على الطائرات ليكون أكثر أمانا. فيما أمر الرئيس الأمريكي وقتها رونالد ريغان الجيش بجعل جي بي إس (GPS) متوفرا للاستخدام المدني لكي يتم تجنب الأخطاء الملاحية الشبيهة التي أدت إلى تلك الحادثة.

## الطائرة
كانت طائرة الخطوط الجوية الكورية رحلة 007 طائرة ركاب من طراز بوينغ 747- بي 230 برقم بوينغ التسلسلي 20559. حلقت الطائرة لأول مرة في 28 يناير 1972، وتسلمتها شركة الطيران الألمانية كوندور في 17 مارس 1972 مع التسجيل دي- إيه بي واي إتش. بيعت لشركة إيتل في فبراير 1979 واستأجرتها شركة الخطوط الجوية الكورية مع تسجيل إتش إل 7442.

## تفاصيل الرحلة

### الركاب وطاقم الطائرة
غادرت طائرة الخطوط الجوية الكورية رحلة 007 البوابة رقم 15 من مطار جون إف. كينيدي الدولي، مدينة نيويورك، في 31 أغسطس 1983، الساعة 00:25 بتوقيت شرق الولايات المتحدة (04:25 بالتوقيت العالمي)، متجهة إلى مطار غيمبو الدولي في منطقة غانغسيو، سيول، بعد 35 دقيقة من موعد المغادرة المحدد في الساعة 23:50 بتوقيت شرق الولايات المتحدة، 30 أغسطس (03:50 بالتوقيت العالمي، 31 أغسطس). كانت الرحلة تقل 246 راكبًا و23 من أفراد الطاقم. بعد التزود بالوقود في مطار أنكوريج الدولي في أنكوريج، ألاسكا، غادرت الطائرة إلى سيول في الساعة 4:00 بتوقيت ألاسكا- هاواي الصيفي (13:00 بالتوقيت العالمي) في 31 أغسطس 1983. قاد هذه المرحلة من الرحلة الكابتن تشون بيونغ إن، والضابط الأول سون دونغ هوي، ومهندس الطيران كيم إيوي دونغ.
كانت نسبة طاقم الطائرة إلى الركاب عالية بشكل غير عادي، إذ كان على متنها ستة أفراد زائدين على الطاقم. شغل اثنا عشر راكبًا الطابق العلوي من الدرجة الأولى، بينما في درجة رجال الأعمال شُغلت المقاعد الأربعة والعشرين جميعها تقريبًا، في الدرجة الاقتصادية، كان ما يقرب من 80 مقعدًا فارغًا. كان هناك 22 طفلًا تقل أعمارهم عن 12 عامًا على متن الطائرة. خطط 130 راكبًا للتواصل مع وجهات أخرى مثل طوكيو وهونغ كونغ وتايبيه. كان عضو الكونغرس الأمريكي لاري ماكدونالد من جورجيا، والذي كان في ذلك الوقت أيضًا الرئيس الثاني لجمعية جون بيرش المحافظة، على متن الطائرة.

### إسقاط
في عام 1983 تصاعدت توترات الحرب الباردة بين الولايات المتحدة والاتحاد السوفيتي إلى مستوى لم تشهده منذ أزمة الصواريخ الكوبية بسبب عدة عوامل. وشمل ذلك مبادرة الدفاع الاستراتيجي للولايات المتحدة، ونشرها لنظام أسلحة بيرشينغ 2 في أوروبا في مارس وأبريل، وفليت إكس 83-1، وهي أكبر مناورة بحرية جرت حتى الآن في شمال المحيط الهادئ. اعتبر التسلسل القيادي العسكري للاتحاد السوفيتي (خاصة الحرس القديم بقيادة السكرتير العام السوفيتي يوري أندروبوف ووزير الدفاع دميتري أوستينوف) أن هذه الأعمال عدوانية ومزعزعة للاستقرار. لقد شككوا بشدة في نوايا الرئيس الأمريكي رونالد ريغان وكانوا يخشون علانية أنه كان يخطط لضربة نووية وقائية ضد الاتحاد السوفيتي. بلغت هذه المخاوف ذروتها في ريان، وهو الاسم الرمزي لبرنامج جمع المعلومات الاستخبارية السري الذي بدأه أندروبوف للكشف عن هجوم مفاجئ نووي محتمل اعتقِد أن ريغان كان يخطط له.
حلقت طائرات من يو إس إس ميدواي ويو إس إس إنتربرايز مرارًا وتكرارًا فوق المنشآت العسكرية السوفيتية في جزر الكوريل خلال فليت إكس 83، مما أدى إلى إقالة أو توبيخ المسؤولين العسكريين السوفيت الذين لم يتمكنوا من إسقاطهم. وسع الجانب السوفيتي عمليات ريان. أخيرًا، كان هناك حالة تأهب قصوى حول شبه جزيرة كامشاتكا في الوقت الذي كانت فيه كال 007 في المنطقة المجاورة، بسبب تجربة صاروخية سوفيتية في كورا (ميدان اختبار الصواريخ) كان مقررًا إجراؤها في نفس اليوم. حلقت طائرة استطلاع من طراز بوينغ آرسي-135 تابعة للقوات الجوية الأمريكية في المنطقة وراقبت تجربة الصاروخ قبالة شبه الجزيرة.
في الساعة 15:51 بالتوقيت العالمي، وفقًا لمصادر سوفيتية، دخلت كال 007 المجال الجوي المقيد لشبه جزيرة كامشاتكا. امتدت المنطقة العازلة لمسافة 200 كيلومتر (120 ميل) من ساحل كامشاتكا وتُعرف باسم منطقة معلومات الطيران. كان نصف قطر المنطقة العازلة الأقرب إلى الأراضي السوفيتية الذي بلغ 100 كيلومتر (62 ميل) بمثابة إدراج إضافي للمجال الجوي المقيد. عندما كانت كال 007 على بعد نحو 130 كيلومترًا (81 ميلًا) من ساحل كامشاتكا، سارعت أربعة مقاتلات من طراز ميج 23 لاعتراض طائرة بوينغ 747.
واجهوا مشاكل كبيرة في القيادة والسيطرة أثناء محاولة توجيه الطائرات العسكرية السريعة إلى 747 قبل نفاد الوقود. بالإضافة إلى ذلك، كانت المطاردة أكثر صعوبة، وفقًا للكابتن بالقوات الجوية السوفيتية ألكسندر زوييف، الذي انشق إلى الغرب في عام 1989، لأنه قبل عشرة أيام، كانت رياح القطب الشمالي الهوجاء قد أوقفت رادار التحذير الرئيسي في شبه جزيرة كامشاتكا. من ناحية أخرى، ذكر أن المسؤولين المحليين المسؤولين عن إصلاح الرادار كذبوا على موسكو، وأبلغوا زورًا أنهم نجحوا في إصلاح الرادار. لو كان هذا الرادار جاهزًا للعمل، لكان من الممكن اعتراض الطائرة الضالة قبل ساعتين تقريبًا مع متسع من الوقت لتحديد هوية الطائرة المدنية. وبدلًا من ذلك، عبرت الطائرة المجهولة شبه جزيرة كامشاتكا عائدة إلى المجال الجوي الدولي فوق بحر أوخوتسك دون اعتراضها. قال زوييف في شرحه لبرنامج 60 دقيقة:
كذب بعض الناس على موسكو، محاولين حماية أنفسهم.

أصر قائد قوات الدفاع الجوي السوفيتية في منطقة الشرق الأقصى، الجنرال فاليري كامينسكي، على أنه كان من المقرر تدمير كال 007 حتى فوق المياه المحايدة ولكن فقط بعد تحديد هوية مؤكد أظهر أنها ليست طائرة ركاب. وأصر مرؤوسه، الجنرال أناتولي كورنوكوف، قائد قاعدة سوكول الجوية، وأصبح فيما بعد قائدًا للقوات الجوية الروسية، على أنه لا حاجة إلى تحديد هوية مؤكد لأن «الدخيل» قد حلق بالفعل فوق شبه جزيرة كامشاتكا.
الجنرال كورنوكوف (إلى مقر المنطقة العسكرية - الجنرال كامينسكي): (5:47) «... ببساطة دمرها حتى لو كانت فوق المياه المحايدة؟ هل الأوامر تدميرها فوق المياه المحايدة؟ أوه، حسنًا».
كامينسكي: «يجب أن نكتشف، ربما تكون طائرة مدنية أو الله يعلم من».

كورنوكوف: «أي طائرة مدنية؟ لقد طارت فوق كامشاتكا! (جاءت) من المحيط دون هوية. أنا أعطي الأمر بالهجوم إذا عبرت حدود الدولة».
صنفت وحدات من قوات الدفاع الجوي السوفيتية التي كانت تتعقب الطائرة الكورية الجنوبية لأكثر من ساعة أثناء دخولها ومغادرتها المجال الجوي السوفيتي الطائرة كهدف عسكري عندما أعادت استخدام مجالها الجوي فوق سخالين. بعد اعتراض أرضي مطول، تمكنت المقاتلات الثلاثة من طراز سو-15 (من قاعدة دولينسك سوكول الجوية القريبة) وميج 23 (من قاعدة سميرنيخ الجوية) من إجراء اتصال مرئي مع طائرة بوينغ، ولكن بسبب الليل الحالك، فشلوا في تحديد هوية الطائرة التي كشفتها الاتصالات الروسية. أطلق طيار المقاتلة الرائدة سو-15 طلقات تحذيرية بمدفعها، لكنه ذكر لاحقًا في عام 1991: «أطلقت أربع رشقات نارية، أكثر من 200 طلقة. من أجل تقديم الفائدة للجميع. بعد كل شيء، كنت محملًا بقذائف خارقة للدروع، وليس قذائف حارقة.»
في هذه المرحلة، اتصلت كال 007 بمركز التحكم في منطقة طوكيو، وطلبت تصريحًا للصعود إلى مستوى طيران أعلى لأسباب تتعلق بالاقتصاد في استهلاك الوقود، أتت الموافقة على الطلب، لذلك بدأت بوينغ في الصعود، وتباطأت تدريجيًا حيث استبدلت السرعة بالارتفاع. أدى الانخفاض في السرعة إلى تجاوز المقاتلة المطاردة لطائرة بوينغ وفسرها الطيار السوفيتي على أنها مناورة مراوغة. صدر أمر إسقاط كال 007 لأنها كانت على وشك مغادرة المجال الجوي السوفيتي للمرة الثانية. نحو الساعة 18:26 بالتوقيت العالمي المنسق، وتحت ضغط من الجنرال كورنوكوف والمراقبين الأرضيين لعدم السماح للطائرة بالهروب إلى المجال الجوي الدولي، تمكنت المقاتلة الرئيسية من العودة إلى موقع يمكنها من خلاله إطلاق صاروخين جو-جو من طراز كي 8 (لقب تعريف الناتو: إيه إيه-3 «عناب») على الطائرة.

## وصلات خارجية
- Pre-shootdown photos of the aircraft, Airliners.net